# Folsomides
Genre
Folsomides est un genre de collemboles de la famille des Isotomidae.

## Liste des espèces
Selon Checklist of the Collembola of the World (version du 5 septembre 2019) :
- Folsomides almanzorensis Lucianez & Simón, 1991
- Folsomides alvarezi Selga, 1960
- Folsomides analuisae Fjellberg, 1993
- Folsomides andinensis Díaz & Najt, 1984
- Folsomides angularis (Axelson, 1905)
- Folsomides arenosus Martynova, 1979
- Folsomides arenus Potapov & Thibaud, 2003
- Folsomides aridoviator Potapov & Stebaeva, 1997
- Folsomides arnoldi Suhardjono & Greenslade, 1994
- Folsomides asiaticus Martynova, 1970
- Folsomides ayllonensis Simón & Luciáñez, 1990
- Folsomides californicus Palacios-Vargas & Villarreal-Rosas, 2013
- Folsomides cenkeh Yoshii & Suhardjno, 1992
- Folsomides centralis (Denis, 1931)
- Folsomides chichinautzini Kovác & Palacios-Vargas, 1996
- Folsomides croci Potapov & Thibaud, 2003
- Folsomides cumbrosus Fjellberg, 1993
- Folsomides decemoculatus (Scherbakov, 1899)
- Folsomides deflexus Schött, 1927
- Folsomides delamarei Thibaud, Najt & Jaquemart, 1994
- Folsomides denisi (Womersley, 1935)
- Folsomides deserticolus Wood, 1970
- Folsomides ellisi Arbea, 2015
- Folsomides famarensis Fjellberg, 1993
- Folsomides fjellbergi Arbea, 2015
- Folsomides graminis Fjellberg, 1993
- Folsomides halshinicus Arbea & Kahrarian, 2015
- Folsomides insularis Thibaud & Weiner, 1997
- Folsomides intermedius Fjellberg, 1993
- Folsomides lawrencei Gers & Deharveng, 1985
- Folsomides marchicus (Frenzel, 1941)
- Folsomides mediterraneus Arbea & Jordana, 2002
- Folsomides monosetis Massoud & Rapoport, 1968
- Folsomides mosambicensis Cardoso, 1966
- Folsomides nanus Ellis, 1974
- Folsomides neozealandia Salmon, 1948
- Folsomides nepalicus Yosii, 1971
- Folsomides nigrocellatus Fjellberg, 1993
- Folsomides ononicolus Fjellberg, 1993
- Folsomides oromii Fjellberg, 1993
- Folsomides parvulus Stach, 1922
- Folsomides petiti (Delamare Deboutteville, 1948)
- Folsomides pinicolus Fjellberg, 1993
- Folsomides pocosensillatus Fjellberg, 1993
- Folsomides portucalensis da Gama, 1961
- Folsomides pseudangularis Chen, 1985
- Folsomides quinocellatus Salmon, 1954
- Folsomides semiparvulus Fjellberg, 1993
- Folsomides sexophthalmus (Womersley, 1934)
- Folsomides socorrensis Kovác & Palacios-Vargas, 1996
- Folsomides subvinosus Arbea & Kahrarian, 2015
- Folsomides supranubius Fjellberg, 1993
- Folsomides teno Fjellberg, 1993
- Folsomides teres Christiansen & Bellinger, 1980
- Folsomides terrus Fjellberg, 1993
- Folsomides tonellus Fjellberg, 1993
- Folsomides troglobius (Rapoport & Maño, 1969)
- Folsomides unicus Fjellberg, 1993
- Folsomides urumqiensis Hao & Huang, 1995
- Folsomides vinosus Fjellberg, 1993
- Folsomides viridescens Pomorski, 2001
- Folsomides virungiensis Martynova, 1978
- Folsomides xerophilus Fjellberg, 1993
- Folsomides yucatanicus Kovác & Palacios-Vargas, 1996
- Folsomides zairensis Martynova, 1978

## Publication originale
- Stach, 1922  : Apterygoten aus dem nordwestlichen Ungarn. Annales Historico Naturales Musei Nationalis Hungarici, vol. 19, p. 1-75 (texte intégral).